# Canuto Cañete, detective privado
 Canuto Cañete, detective privado es una película en blanco y negro de Argentina dirigida por Leo Fleider según el guion de Abel Santa Cruz que se estrenó el 1 de julio de 1965 y que tuvo como protagonistas a Carlos Balá, María Aurelia Bisutti, Guillermo Battaglia y Héctor Calcaño.Es el último filme de la trilogía de Canuto Cañete.

## Sinopsis
Un detective es enviado a descubrir a los autores de una serie de robos en una fábrica de productos electrónicos. Es contratado por un directivo de la empresa quien es luego descubierto como cómplice en los robos.

## Reparto
- Carlos Balá …Canuto Cañete
- María Aurelia Bisutti …Srta. Paludi
- Guillermo Battaglia …Carranza
- Héctor Calcaño …Zorrilla
- Maurice Jouvet …Baltazar
- Nelly Beltrán ...Sra. de Salvador
- Lalo Malcolm …Romanelli
- Romualdo Quiroga …El Pardo Araña
- Nathán Pinzón …Dueño de bar
- Roberto Airaldi …Barbituri
- Agustín Barrios …Miembro del directorio
- Semillita …Amigo de Canuto Cañete
- Ricardo Bauleo …Hijo de Zorrilla
- José Ruzzo …Orador
- Mario Amaya …Portero
- Luis Orbegoso …Capataz
- Lita Landi …Mujer en colectivo
- Celia Cadaval …Marta
- Domingo Márquez …Prefecto
- Jorge de la Riestra …Hombre en bar
- Rafael Chumbita …Alberto
- Raúl Ricutti …Frutero
- Rafael Diserio …Hombre en fábrica

## Comentarios
La Nación opinó:

”Apoyado en el disparate, en el gag elemental, en la mezcla de audacia y tontería…sin ingenio…apela constantemente al lugar común y a brochazos cómicos del más viejo cuño.”

La Prensa dijo:

”Balá puesto al servicio de algo más ingenioso sería otra cosa.”